# La genesi del Doctor Faustus: romanzo d'un romanzo
La genesi del Doctor Faustus: romanzo d'un romanzo (Die Entstehung des Doktor Faustus. Roman eines Roman) è un saggio autobiografico dello scrittore tedesco Thomas Mann, composto in esilio fra il 1942 e il 1947 e stampato nel 1949 ad Amsterdam presso l'editore Bermann Fischer Verlag.

## Storia editoriale
Ne La genesi del Doctor Faustus: romanzo d'un romanzo (abbreviazione: Genesi) Thomas Mann ripercorre il periodo che aveva accompagnato la stesura del Doctor Faustus, dando un quadro dettagliato degli avvenimenti storici, degli incontri, degli studi musicali, storici e filosofici che ne avevano contribuito alla nascita. Il grande romanzo di Mann era stato pubblicato in lingua tedesca nel 1947, mentre l'edizione in lingua tedesca della Genesi fu pubblicato separatamente nel 1949, lo stesso anno in cui apparve la traduzione italiana del Doctor Faustus. Alberto Mondadori aveva pensato di pubblicare la Genesi in appendice al romanzo; ma, in una lettera del marzo 1949 indirizzata all'editore, Thomas Mann manifestò la sua contrarietà in quanto Genesi era stato pensato unicamente per un pubblico tedesco. Thomas Mann era contrario anche alla pubblicazione della Genesi, contemporaneamente al romanzo, anche in un volume indipendente, in quanto la pubblicazione del testo biografico poteva essere intesa come veicolo pubblicitario del romanzo. Thomas Mann approvò invece la scelta di pubblicare la Genesi, con l'aggiunta di due altri brevi scritti autobiografici, tre anni dopo l'uscita dell'edizione italiana del Doctor Faustus

## Contenuto
Il saggio, diviso in quattordici capitoli, è composto di brani del diario di Thomas Mann scritti tra il novembre 1942 e il giugno 1947, ossia il periodo in cui attese alla preparazione e alla stesura del Doctor Faustus realizzando così un progetto già accarezzato già nel 1901. Le annotazioni di Mann, oltre al vero diario del 1943-46, contengono delle aggiunte esplicative scritte nei successivi due anni. 
Differentemente da altre opere, Mann si propone di scrivere un romanzo di grandi dimensioni:
(Thomas Mann, La genesi del Doctor Faustus: romanzo d'un romanzo, trad. Pocar, Mondadori, 1999, pp. 724-25)
Il periodo in cui fu iniziato il Doctor Faustus corrisponde in Europa a quello della Battaglia di Stalingrado. L'autore risiedeva negli Stati Uniti a Pacific Palisades con i suoi familiari e con amici dell'emigrazione (Bruno Frank, Feuchtwanger, Adorno, Schönberg, Stravinskij, Franz Werfel e la moglie Alma, Rubinsteìn, Bruno Walter, il genero Antonio Borgese) ai quali Mann lesse le prime pagine del nuovo romanzo. Molto importanti, in proposito, furono i contatti col musicologo Theodor W. Adorno, il quale diede a Thomas Mann una sorta di consulenza tecnica sulla dodecafonia e nell'elaborazione di quei temi musicali che costituiscono una delle strutture ideologiche del romanzo. Nel diario Thomas Mann segna le letture, gli incontri, le vicende quotidiane di quegli anni. Figure familiari si trasformano nell'elaborazione letteraria nei personaggi simbolici della grande opera; per esempio, il nipotino Frido, figlio dell'ultimogenito Michael Mann, sarà il modello del piccolo Echo del romanzo. 
La stesura del romanzo iniziò domenica 23 maggio 1943, «il giorno in cui anche Serenus Zeitblom, il mio narratore, si accinge all'opera, incominciai a scrivere il Doctor Faustus» e terminò il 29 gennaio 1947. Il diario di Mann registra interruzioni dovute alle numerose indisposizioni e malattie che in quel periodo colpirono Thomas Mann, ormai anziano e indebolito dal lavoro e dalla tensione compositiva. Molto grave fu il periodo compreso fra il gennaio e il maggio 1946 che Thomas Mann trascorse in una clinica di Chicago, dove fu operato per ascesso polmonare. La teoria giovanile di Thomas Mann sull'importanza della malattia nella creazione artistica, ebbe importanza anche per la creazione del Doktor Faustus la cui composizione, nel momento del ricovero, era giunta alla svolta del colloquio col diavolo. Durante la degenza ospedaliera Thomas Mann memorizza le correzioni da apportare alle pagine già scritte, e delinea la trama dei capitoli futuri.  Due giorni dopo essere ritornato a casa dall'ospedale, all'inizio di giugno, Mann scrive sul diario di occuparsi delle ultime parti del manoscritto.

### Edizioni
- (DE) Thomas Mann, Die Entstehung des Doktor Faustus. Roman eines Romans, Amsterdam, Bermann Fischer Verlag, 1949.
- Thomas Mann, Romanzo d'un romanzo: la genesi del "Doctor Faustus" e altre pagine autobiografiche, collana Quaderni della Medusa; 38, traduzione di Ervino Pocar, Milano, A. Mondadori, 1952.
- Thomas Mann, «La genesi del Doctor Faustus: Romanzo d'un romanzo», in Roberto Fertonani (a cura di), Doctor Faustus: La vita del compositore tedesco Adrian Leverkühn narrata da un amico, collana I Meridiani, traduzione di Ervino Pocar, Milano, Arnoldo Mondadori Editore, 1980,  pp. 699-861, ISBN 88-04-17537-0.
- Thomas Mann, «La genesi del Doctor Faustus: Romanzo d'un romanzo», in Doctor Faustus: La vita del compositore tedesco Adrian Leverkühn narrata da un amico, collana I Meridiani, traduzione di Luca Crescenzi, Milano, Arnoldo Mondadori Editore, 2016, ISBN 978-88-04-66025-5.

### Fonti critiche
- Lea Ritter Santini, «Romanzo di un romanzo. La genesi del "Doktor Faustus" |Roman eines Romans. Die Entstehung des "Doktor Faustus"», in Dizionario Bompiani delle opere e dei personaggi di tutti i tempi e di tutte le letterature, VIII, Milano, RCS Libri, 2005,  pp. 8369-8370, ISSN 1825-7887 (WC · ACNP).
- Giacomo Manzoni, «Prefazione», in Roberto Fertonani (a cura di), Doctor Faustus: La vita del compositore tedesco Adrian Leverkühn narrata da un amico, collana I Meridiani, V, Milano, 1999,  pp. XI-XXVI, ISBN 88-04-17537-0.